# Dakota Skye
Dakota Skye, pseudonimo di Lauren Kaye Scott (Tampa, 17 aprile 1994 – Los Angeles, 9 giugno 2021), è stata un'attrice pornografica statunitense.

## Biografia
Nata Lauren Kaye Scott a Tampa, in Florida, crebbe praticando varie attività fisiche e sportive come la danza, la ginnastica, e la cheerleader. All'età di diciotto anni iniziò a lavorare nei negozi Walmart, svolgendovi il turno notturno.
Nel luglio del 2013, dopo essere stata a Miami per vari provini, l'attrice entrò nel settore pornografico, tanto che decise di trasferirsi a Los Angeles per proseguire la carriera da attrice per film per adulti.
Il 4 giugno 2017 Dakota fu arrestata a Pinellas Park per aver picchiato il suo fidanzato dopo un diverbio riguardante l'utilizzo del cellulare.
Nel 2021, alcune settimane prima della sua morte, l'attrice fu coinvolta da una polemica per essersi mostrata in topless su instagram di fronte ad un murale dedicato a George Floyd, ricevendo dure critiche e diventando oggetto di cyberbullismo sui social . Dakota Skye dichiaro che la sua intenzione era che «i poliziotti responsabili vengano giudicati per l'abuso della loro autorità contro esseri umani. Nessuna persona dovrebbe morire nel corso di un arresto».
Il 10 giugno 2021 i familiari annunciarono la sua morte, avvenuta il giorno precedente a soli 27 anni. Sebbene le cause del decesso non siano state rivelate, il messaggio diffuso sulla pagina Facebook dell'attrice si chiudeva con un monito rivolto a chiunque sia dipendente dalle droghe.

## Riconoscimenti
L'attrice ha ottenuto vari premi nel settore della pornografia. Ha inoltre ottenuto numerose nomination per riconoscimenti nello stesso settore, tra i quali nel 2015 quella per la AVN Awards nella categoria Best Three-Way Sex Scene

### Cronologia
La tabella, non esaustiva, elenca premi e nomination dell'attrice:
| Anno | Premio                     | Categoria                           | Film                       | Risultato  |
| ---- | -------------------------- | ----------------------------------- | -------------------------- | ---------- |
| 2014 | The Fannys                 | New Starlet of the Year             | N.D.                       | Nomination |
| 2015 | XRCO Award                 | New Starlet of the Year             | N.D.                       | Nomination |
| 2015 | XRCO Award                 | Cream Dream of the Year             | N.D.                       | Nomination |
| 2015 | AVN Award                  | Best New Starlet                    | N.D.                       | Nomination |
| 2015 | AVN Award                  | Fan Award: Cutest Newcomer          | N.D.                       | Nomination |
| 2015 | AVN Award                  | Best Anal Sex Scene                 | Meet Dakota Skye           | Nomination |
| 2015 | AVN Award                  | Best Boy/Girl Sex Scene             | Young and Glamorous 6      | Nomination |
| 2015 | AVN Award                  | Best POV Sex Scene                  | My Brother's Point of View | Nomination |
| 2015 | AVN Award                  | Best Three-Way Sex Scene: G/B/B     | From Both Ends 2           | Nomination |
| 2015 | Spank Bank Award           | Porn's Next "It" Girl               | N.D.                       | Nomination |
| 2015 | Spank Bank Award           | Tweeting Twat of the Year           | N.D.                       | Nomination |
| 2015 | Spank Bank Award           | Dirty Little Slut of the Year       | N.D.                       | Nomination |
| 2015 | Spank Bank Award           | Newcummer of the Year               | N.D.                       | Nomination |
| 2015 | Spank Bank Award           | Fun Sized Fuck Bunny                | N.D.                       | Nomination |
| 2015 | Spank Bank Award           | Best "Come Fuck Me" Eyes            | N.D.                       | Nomination |
| 2015 | Spank Bank Award           | Best "O" Face                       | N.D.                       | Nomination |
| 2015 | Spank Bank Award           | Fucking Nerd of the Year            | N.D.                       | Vincitrice |
| 2015 | Spank Bank Award           | Most Adorable Slut                  | N.D.                       | Vincitrice |
| 2015 | Spank Bank Technical Award | Cutest Pouty Face                   | N.D.                       | Vincitrice |
| 2015 | Spank Bank Technical Award | Instagram Girl of the Year          | N.D.                       | Vincitrice |
| 2015 | Spank Bank Technical Award | Best Dressed                        | N.D.                       | Vincitrice |
| 2015 | XBIZ Award                 | Best New Starlet                    | N.D.                       | Nomination |
| 2016 | XBIZ Award                 | Best Scene – Couples-Themed Release | Student Bodies 3           | Nomination |
| 2016 | Spank Bank Award           | Best 'Just Got Fucked' Hair         | N.D.                       | Nomination |
| 2016 | Spank Bank Award           | Best 'Resting Bitch' Face           | N.D.                       | Nomination |
| 2016 | Spank Bank Award           | Instagram Girl of the Year          | N.D.                       | Nomination |
| 2016 | Spank Bank Award           | Tweeting Twat of the Year           | N.D.                       | Nomination |